# Język buruszaski
Język buruszaski (w piśmie arabskim: بروشسکی, trl. burū́šaskī, /bʊrʊˈʃæski/) – język izolowany o nieustalonym pochodzeniu, używany przez grupę etniczną Buruszowie (ok. 90 tys. użytkowników wg danych z 1991 r.), zamieszkałą w Gilgit-Baltistan, terytorium w płn.-wsch. Pakistanie. Ukształtował się jako trzy dialekty w rejonach zamieszkałych przez Buruszów: dwa niewiele od siebie różniące się w dolinie rzeki Hunza i jeden w dolinie rzeki Yasin. W dystryktach: Hunza, Nagir i Ghizer Yasin jest używany przez większość mieszkańców, w dystrykcie Gilgit przez ok. jedną piątą. Jest językiem mówionym. Należy do języków aglutynacyjnych, z dominującym szykiem SOV. Dzięki prowadzonym od poł. XIX w. badaniom opracowano kilka form jego zapisu, opisano gramatykę i słownictwo. Z postępującymi zmianami politycznymi, gospodarczymi i społecznymi buruszaski ulega coraz bardziej wpływom urdu i angielskiego. Słowo buruszaski odnosi się tylko do języka i polszczyzna dopuszcza jego odmianę jako nazwę języka. Użyta przez Bronisława Grąbczewskiego nazwa „język kandżucki” występuje tylko w jego tekstach (i tych im pochodnych, jak np. portal poświęcony jego osobie) jako urobiona ze spolszczonej nazwy księstwa Hunzy i Doliny Hunzy – Kanjut, powszechnej w literaturze okresu, w którym Grąbczewski podróżował po Azji Środkowej.

## Próby klasyfikacji
Buruszaski jest przez większość językoznawców uznawany nadal za język izolowany (izolat), ponieważ nie zdołano jeszcze wykazać jego dostatecznych i przekonujących podobieństw do żadnego z języków na świecie. Analizy porównawcze z niemal wszystkimi opisanymi rodzinami języków nie pozwalają na udowodnienie bezsprzecznego pokrewieństwa genetycznego z którąś z nich. Dyskutowane były takie obszerne hipotezy: ta o związku genetycznym buruszaskiego z językami w hipotetycznej makrorodzinie języków dené-kaukaskich (do której należą np. języki chińsko-tybetańskie, północnokaukaskie i jenisejskie w Azji, języki na-dené w Ameryce Pn. oraz języki waskońskie w Europie) oraz pokrewna z nią, wcześniejsza hipoteza łączącą buruszaski z hipotetyczną mikrorodziną języków sino-kaukaskich (do której włączono jenisejskie, chińsko-tybetańskie i północnokaukaskie bez kartwelskich). Ich wzajemne powiązania genetyczne nie zostały jednak dostatecznie udowodnione. Inna hipoteza umieszcza buruszaski w rodzinie języków indoeuropejskich i wiąże go z językami południowosłowiańskimi, szczególnie z językami bałkańskimi. Naczelnym teoretykiem tej hipotezy jest macedoński językoznawca Ilija Čašule. Ku pewnym tezom tej hipotezy skłania się polska badaczka Jadwiga Pstrusińska. Te i pokrewne im hipotezy spotkały się ze szczegółową krytyką w pismach J.H. Holsta, który przedstawił w 2017 r. własną teorię, według której buruszaski jest spokrewniony z językami kartwelskimi używanymi w Kaukazie Południowym. Hipotezę swoją przedstawił w oparciu o obszerne studia diachroniczne z zakresu fonologii, morfologii i składni.

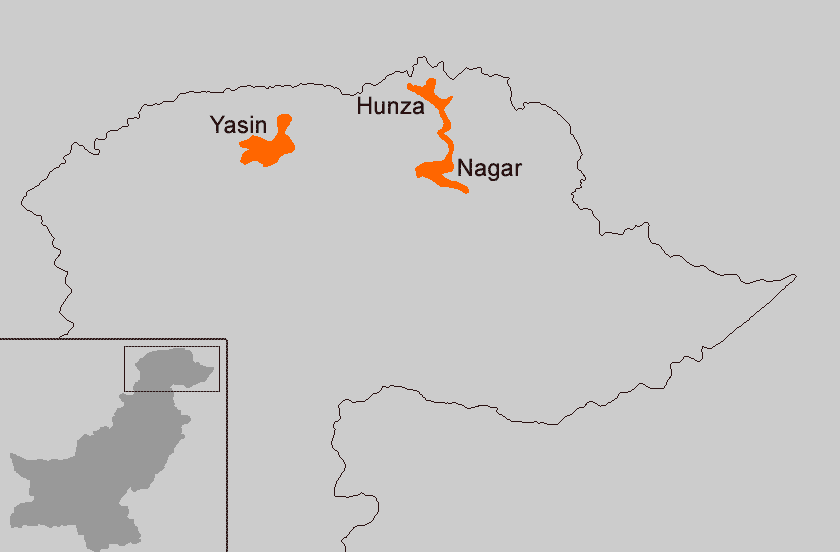
Rejony, w których buruszaski jest językiem ojczystym

## Warianty języka
Wyróżniane są zasadniczo dwa dialektalne warianty języka buruszaski: dialekt hunza – którym posługują się mieszkańcy doliny rzeki Hunza, i dialekt yasin (zwany inaczej Werchikwár) – którym posługują się mieszkańcy oddalonej o ok. 100 km doliny rzeki Yasin. Holenderski lingwista komputerowy Dick Grune określił różnice między tymi dialektami jako bardziej znaczące niż te, które dzielą brytyjską i amerykańską wersję języka angielskiego, na tyle jednak niewielkie, że nie utrudniają w znaczniejszym stopniu wzajemnego rozumienia się. Natomiast indyjska badaczka języków indoaryjskich Sadaf Munshi przytacza taką wypowiedź rdzennego użytkownika hunza burushaski: „jeśli dwie osoby, jedna mówiąca dialektem yasin, a druga dialektem hunza spotkają się [w mieście Gilgit] i chcą porozmawiać posługując się swoimi dialektami, nie będą mieli trudności ze wzajemnym rozumieniem się. Ale to zdarza się bardzo rzadko, ponieważ albo z miejsca przejdą na jeden z tych dialektów, albo zaczną rozmawiać w urdu” (if two people, speaking Yasin and Hunza dialects [in Gilgit city], wish to communicate using their distinct varieties, they can easily communicate. But, that is very rare. They either switch to one of the two dialects for communication or they use Urdu.) Ta naturalna i spontaniczna wielojęzyczność mieszkańców pakistańskiego Gilgit-Baltistan i hinduskiego regionu Dżammu i Kaszmir jest powszechnie podkreślania.
Nie wiadomo, kiedy buruszaski zaczął się rozwijać jako dwa osobne dialekty, ale zapewne nastąpiło to przed początkiem XVIII w. Niemiecki znawca zagadnień społecznych, gospodarczych i historycznych terytorium Gilgit-Baltistan Hermann Kreutzmann mówi, cytując pracę Karla Jettmara (austriackiego etnologa i religioznawcy) dotyczącą etnografii północnego Pakistanu, o niegdysiejszej jedności języka ludów zamieszkujących doliny Hunza i Yasin.
Hunza buruszaski nie jest jednak jednolitym dialektem, co bierze się to stąd, że Burusze żyjący w dolinie Hunza należą od początków swojej historii do odrębnych bytów państwowych: księstwa Hunza na północnym brzegu rzeki Hunza i księstwa Nagir na południowym, wyznających ponadto odmienne wersje islamu. Różnice między hunza buruszaski a nagir buruszaski zarówno odnośnie do morfologii i fonetyki, jak i słownictwa są nikłe. Dialekt nagir ma więcej zapożyczeń z języka szina niż dialekt hunza. Natomiast różnice w słownictwie, wymowie, morfologii i syntaktyce pomiędzy dialektami hunza i nagir a dialektem yasin są znaczne, co wynika z faktu, że yasin rozwijał się w geograficznej izolacji od buruszaski w dolinie Hunza. Na dialekt yasin wielki wpływ ma główny język sąsiadującego Ćitralu – khowar, z którego pochodzi też alternatywna nazwa tego dialektu – Werchikwar. Podsumowując podobieństwa leksykalne między tymi trzema dialektami Ethnologue podaje, że pomiędzy subdialektami nagir i hunza to podobieństwo leży w granicach 91–94%, między yasin a hunza 67–72%, a między yasin a nagir 66–71%.
Obok tych trzech głównych regionów, w których buruszaski jest rdzennym językiem ich mieszkańców, odkrywane są, często nieoczekiwanie, także niewielkie skupiska, gdzie ten język pozostaje językiem pierwszym, ale nie jest językiem dominującym w danym społeczeństwie; takim przypadkiem jest buruszaski w mieście Śrinagar, letniej stolicy stanu Dżammu i Kaszmir. Tamtejsza społeczność językowa posługująca się buruszaski, licząca obecnie co najmniej 300 użytkowników, żyje w Śrinagarze od ponad stu lat i pozbawiona kontaktu ze społecznością, z której się wywodzą, wykształciła taką jego odmianę, która różni się w sposób systemowy od każdego z trzech głównych wersji buruszaski. Badaczka tego dialektu S. Munshi podkreśla, że co prawda przez ponad stulecie „Buruszowie w Śrinagar opierali się językowej asymilacji” (the Srinagar Burushos have withstood the pressure of linguistic assimilation), ale nie jest pewne, czy ten trend podtrzymają przyszłe pokolenia. I tak na przykład młodsi użytkownicy nie są nawet pewni nazwy języka mówionego w domu, podczas gdy starsze pokolenie nazywa ten język po prostu miśáski, czyli 'nasz język' (zaimek 1. os. l. mn. mi ‘my’ + -śa-ski ‘mowa, język’), albo Khajuna, przy czym ta ostatnia nazwa odnosi się do dialektu nagir, a użytkownicy buruszaski z Śrinagar mieliby się wywodzić z tego regionu.

## Opis
| alfabet stosowany do zapisu języka buruszaskiego                                                      |
| --- |
| ا ݳ ݴ ب پ ت ٹ ث ج ݘ ݼ څ ح خ د ڎ ڈ ذ ر ڑ ز ژ س ش ݽ ص ڞ ض ط ظ ع غ ف ق ک گ ݣ ل م ن ں و ݸ ݹ ه ھ ء ی ݶ ݷ ݺ |
| rozszerzone pismo persko-arabskie                                                                     |

### Nazwa i jej źródłosłów
Proponowanych jest kilka etymologii nazwy języka, ale żadnej nie uznano dotąd za przekonującą. Być może nazwa burúśaski jest derywatem, którego podstawą słowotwórczą jest Burúś jak w Burúso (w znaczeniu Buruszowie). Etymologia etnonimu burúso (lub jego wersji burúsu w dialekcie yasin) może wskazywać albo na buúri oznaczające w buruszaski 'grań, szczyt wzgórza, wierzchołek', albo może być powiązana genetycznie z nazwą szczepów frygijskich 'Bruges, Brugoi', gdyż według I. Čašule „najprawdopodobniej język frygijski leży u podstaw języka buruszaski” (the Phrygian language is most probably at the core of Burushaski). Čašule postuluje uzasadnić tę derywację fonetyczną bliskością jednej z alternatywnych nazw języka buruszaski Brugaski z przymiotnikowym derywatem Bruges-ski od frygijskiego etnonimu Bruges.
W inną stronę idą przypuszczenia takich badaczy jak H. Berger i G. van Driem, którzy łączą buruszaski historycznie z tybetańskim językiem 'Bru-zha, wymienionym po raz pierwszy w dokumentach z połowy VIII w. jako język mówiony w Baltistanie, przy czym dla van Driema „Bru-sha to najwyraźniej buruszaski” (Bru-sha is evidently Burushaski). Co więcej van Driem spekuluje o pisemnych źródłach zapisanych w buruszaski: „Czy język Bru-sha miał kiedykolwiek piśmiennictwo zapisane pismem 'Bru-tsha lub 'Bru-tshag – prekursorem, jak się przypuszcza, tybetańskiego pisma bBu-can (...) – pozostaje kwestią do dyskusji” (Whether Bru-sha ever actually had a literature written in the 'Bru-tsha or 'Bru-tshag script, supposedly a precursor of the Tibetan dBu-can script and likewise derived from the earlier Gupta script, as the tradition would have it, is a moot point.). Z teorią van Driema zgadza się także brytyjski znawca Tybetu i językoznawca Philip Denwood.
Spekulacje dotyczące tybetańskiego prrūśavā, historycznego obszaru zamieszkałego jakoby przez Buruszów, a nawiązującego etymologicznie do burúśaski wyjaśnia Nils Matin w artykule „A Solemn Praise to an 11th century West-Tibetan Councillor at Kharul, Purik”.
| pismo persko-arabskie | łaciński ekwiwalent wg H. Bergera | wymowa wg IPA |
| --------------------- | --------------------------------- | ------------- |
| ا                     | aa                                | /aː/          |
| ݳ                     | a                                 | /a/           |
| ݴ                     | áa                                | /ˈaː/         |
| ب                     | b                                 | /b/           |
| پ                     | p                                 | /p/           |
| ت                     | t                                 | /t/           |
| ٹ                     | ṭ                                 | /ʈ/           |
| ث                     | s                                 | /s/           |
| ج                     | j                                 | /dʑ/ʑ/        |
| ݘ                     | ć                                 | /tɕ/          |
| ݼ                     | ch                                | /tsʰ/         |
| څ                     | c̣                                 | /ʈʂ/          |
| ح                     | h                                 | /h/           |
| خ                     | qh                                | /qʰ~qχ~χ/     |
| د                     | d                                 | /d/           |
| ڎ                     | c                                 | /ts/          |
| ڈ                     | ḍ                                 | /ɖ/           |
| ذ                     | z                                 | /z/           |
| ر                     | r                                 | /r/           |
| ڑ                     | ḍ                                 | /ɖ/           |
| ز                     | z                                 | /z/           |
| ژ                     | j                                 | /dʐ~ʐ/        |
| س                     | s                                 | /s/           |
| ش                     | ś                                 | /ɕ/           |
| ݽ                     | ṣ                                 | /ʂ/           |
| ص                     | s                                 | /s/           |
| ڞ                     | c̣h                                | /ʈʂʰ/         |
| ض                     | z                                 | /z/           |
| ط                     | t                                 | /t/           |
| ظ                     | z                                 | /z/           |
| ع                     | ’                                 | /ʔ/           |
| غ                     | ġ                                 | /ʁ/           |
| ف                     | ph                                | /pʰ~pf~f/     |
| ق                     | q                                 | /q/           |
| ک                     | k                                 | /k/           |
| گ                     | g                                 | /g/           |
| ݣ                     | ṅ                                 | /ŋ/           |
| ل                     | l                                 | /l/           |
| م                     | m                                 | /m/           |
| ن                     | n                                 | /n/           |
| ں                     | ṇ                                 | /˜/           |
| و                     | w/oo                              | /w/oː/        |
| ݸ                     | o                                 | /o/           |
| ݹ                     | óo                                | /ˈoː/         |
| ه                     | h                                 | /h/           |
| ھ                     | h                                 | /ʰ/           |
| ء                     | ’                                 | /ʔ/           |
| ی                     | y                                 | /j/           |
| ݶ                     | íi                                | /ˈiː/         |
| ݷ                     | ỵ                                 | /ɻ/           |
| ے                     | ee                                | /eː/          |
| ݺ                     | e                                 | /e/           |
| ݻ                     | ée                                | /ˈeː/         |

### System gramatyczny
Pod względem morfologicznym buruszaski uznawany jest za bliższy językom dené-kaukaskim, natomiast fonologicznie, sąsiadującym z nim językom dardyjskim (szina i khowar).
Buruszaski jest aglutynacyjnym językiem ergatywnym, z dominującym szykiem SOV (podmiot-dopełnienie-orzeczenie). Liczba fonemów wynosi 39, w tym 5 samogłosek i 34 spółgłosek.
Rzeczowniki dzielą się na cztery klasy nominalne (rodzaje gramatyczne):
hm – męskoosobowy, hf – żeński, obejmujący także takie żeńskie stworzenia jak bilás ‘czarownica’ czy parí ‘czarodziejka’, x – obejmujący zwierzęta i niektóre przedmioty policzalne, y – obejmujący abstrakty, ciecze i pozostałe przedmioty niepoliczalne; przy czym w przypadku niektórych słów zmiana kategorii z policzalnej na niepoliczalną, lub odwrotnie, łączy się ze zmianą znaczenia. Np. do klasy y zaliczane są jako rzeczowniki o znaczeniu zbiorowym drzewa owocowe, natomiast ich owoce do klasy x (báalt ‘jabłonie’ / ‘jabłko’ w dzisiejszym buruszaski).
Rzeczowniki odmieniają się przez 5 przypadków (absolutyw, ergatyw, dopełniacz, miejscownik) zaznaczanych końcówkami, innymi dla każdej klasy. Istnieją też szczególne formy przypadków, np. cztery tzw. ‘przypadki sztywne’ (erstarrte Kasus). Miejscowników jest w zasadzie kilka, oznaczających zarówno miejsce, jak i kierunek, i mogą być ze sobą kombinowane.
Rzeczowniki mają liczbę pojedynczą (nieoznaczoną) i mnogą, która powstaje przez dodanie sufiksu, oraz podwójną; istnieją też pluralia tantum (np. gark ‘groch’) i singularia tantum (pojęcia abstrakcyjne oraz qhudáa ‘bóg’). Np. w klasie męskoosobowej: hir, pl. hirí ‘mężczyzna’, w klasie żeńskiej: gus, pl. gushíngants ‘kobieta’, w klasie obejmującej zwierzęta: huk, pl. hukái ‘pies’.
| przypadek      | sufiks       | funkcja                                                                    |
| -------------- | ------------ | -------------------------------------------------------------------------- |
| absolutyw      | nieoznaczony | podmiot czasownika nieprzechodniego i dopełnienie czasowników przechodnich |
| ergatyw        | -e           | podmiot czasowników przechodnich                                           |
| casus obliquus | -e; -mo (f)  | dopełniacz; podstawa końcówek przypadku drugiego                           |
| celownik       | -ar, -r      | celownik, allatyw                                                          |
| ablatyw        | -um, -m, -mo | zaznacza rozdział (np. 'skąd?")                                            |

Do nazw liczb naturalnych należą:
1 hin (lub han, hik), 2 altán (lub altó), 3 skén (lub uskó), 4 wálto, 5 čundó, 6 mishíndo, 7 thaló, 8 altámbo, 9 hunchó, 10 tóorumo (toorimi oraz turma), 20 áltar i 100 tha.
Wyjątkowo złożony jest system koniugacyjny; w formach osobowych (czasy i tryby) pozwala na wyrażanie: teraźniejszości, przyszłości, przeszłości dokonanej i niedokonanej oraz czynności zaprzeszłych, a dalej trybów nakazującego, warunkowego, życzącego.
Pod względem składni buruszaski jest językiem ergatywnym: podmiot czasownika przechodniego występuje w przypadku zwanym ergatywem, podczas gdy podmiot czasownika nieprzechodniego, a także dopełnienie bliższe czasownika przechodniego, jest w przypadku zwanym absolutywem. Np. w zdaniu pojedynczym trójelementowym typu SOV: hír-e gus mu-yeéċ -imi ‘mężczyzna zobaczył kobietę’, gdzie orzeczenie jest zawsze czasownikiem przechodnim, podmiot jest w ergatywie (-e), a dopełnienie ma formę bez końcówki (gus), do niego odnosi się też prefiks zaimkowy (mu-), a końcówka osobowa (-imi) odnosi się do podmiotu w ergatywie.
Akcent wyrazowy jest cechą fonologicznie relewantną, tzn. za zmianą w akcencie idzie zmiana znaczenia, np. báre znaczy ‘dolina’, a baré ‘popatrz!‘.

## Kontakty językowe

### Multilingwalizm
Cechą charakterystyczną całego obszaru północnego Gilgit-Baltistan i regionów przyległych – wschodniego Hindukuszu i Karakorum – jest wielojęzyczność. Kreutzmann tak go opisuje: „W części zachodniej i środkowej przeważają języki indoaryjskie, w centrum mamy dwie doliny, gdzie spotyka się jedynie dialekty izolowanego języka buruszaski, natomiast w części wschodniej dominuje chińsko-tybetański język balti. Tereny północne graniczące z Afganistanem i Regionem Autonomicznym Sinciang-Ujgur (Chiny) są zamieszkane przez użytkowników języków z grup języków ałtajskich i irańskich. W Hindukuszu Wschodnim i Karakorum odnotowano ponad 25 różnych języków, należących d tych czterech, wyżej wymienionych grup”. (The western and central part is dominated by Indic languages, in the centre we find two valleys where the only dialects of the isolated Burushaski language are to be located, while the eastern part is dominated by the Sino-Tibetan Balti language. Speakers from the Altaic and Iranian laguage groups are found in the northern border areas to Afganistan and Xinjiang (China). More than twenty-five different languages belonging to the four above-mentioned groups have been recoded in the Eastern Hindukush and Karakoram.) Znaczna część mieszkańców tego regionu jest co najmniej dwujęzyczna.

### Zapożyczenia
Głównymi źródłami zapożyczeń językowych w buruszaski są języki sąsiadujące, a w nowszych czasach urdu i angielski. Wcześniej zaczerpnięte z innych języków elementy językowe wskazują na pochodzenie przeważnie z szina, rzadziej z języków khowar, turkijskich (z którego buruszaski zaczerpnął słownictwo dotyczące koni) czy tybetańskich. Odnotowane są też zapożyczenia z języka wachańskiego (wakhi) z grupy wschodnioirańskiej, którym to językiem posługuje się niewielka mniejszość w północnej części doliny Hunza, a także nieliczne zapożyczenia z innych języków irańskich.
Berger podaje m.in. takie przykłady zapożyczeń z szina (zapis wg jego własnej transkrypcji, tutaj skrócone etymologie):
3. bur.: yom – rzecz. 'coś co pasuje, element pary, kopia'; przym. 'właściwy dla, pasujący do' < sz.: *yom? sanskryt: yugma – przym. 'parzysty'; rzecz. 'para, dwójka, bliźniaki'
5. bur.: jigá – 'długo, przez długi czas' < sz.: jigo 'długo', jiga 'przez długi czas' < * driggho, przestawka w dardyjskim < sanskryt: dīrgha ' długo'
Obecnie zapożyczenia wkraczają do buruszaski przeważnie z urdu i poprzez urdu, oficjalny język Pakistanu, a dotyczy to zarówno jednostek językowych zaczerpywanych z perskiego, jak i z angielskiego. Te jednostki, które wkraczają z urdu, adaptowane są do buruszaski pod względem fonetycznym. Holst podaje m.in. takie przykłady:
yasin: ketáp ‘książka’ < urdu: kitáb < perski: < arabski
yasin i hunza: úmur ‘wiek’ < urdu: umr < perski: < arabski
W wyniku stałego kontaktu z sąsiadującymi społecznościami mówiącymi innymi językami niż buruszaski, język ten nie tylko przejął z nich wiele zapożyczeń, „ale i dostarczył także innym językom nieco własnego słownictwa” (but it has also supplied other languages with words of its own); szczególnie dotyczy to dardyjskiego języka szina. Według badań lingwistycznych i etnologicznych Antona Kogana z Rosyjskiej Akademii Nauk buruszaski, a także dardyjski, w wyniku migracji wchodziły ponadto w kontakt z tybetańskimi dialektami północnozachodnimi.

## Użytkownicy
Użytkownicy języka buruszaski jako języka ojczystego (pierwszego) nazywają się Buruszowie, nazywający siebie w ich odmianie języka hunza – Burúśo, a w odmianie yasin – Burúśu, w liczbie pojedynczej – Buruśin (znaczące tyle co ‘mówiący, -ca językiem buruszaski’), a swój język – Burúśaski.
Za prawdopodobne uznaje się, że w przeszłości – niemożliwej do dokładnego określenia – językiem buruszaski posługiwała się ludność zamieszkująca całą lub znaczną część doliny rzeki Gilgit i zbiegające ku niej doliny rzek Hunza, Yasin i pomniejszych. Z czasem, jak się sądzi, buruszaski został wyparty z Gilgit przez szina i zachował się jako język dominujący jedynie wśród mieszkańców doliny Hunza (czyli w późniejszych księstwach Hunza i Nagir) oraz w dolinie Yasin. Przez wielu badaczy buruszaski uznawany jest za język autochtoniczny na tym obszarze: „dowody przemawiające za tym, że ta inna grupa [Buruszowie] wywodzi się z wcześniejszej warstwy ludów napływowych, a nawet rdzennych mieszkańców” (evidence suggesting that this other group [the Burusho] goes back to an antecedent stratum of immigrants or even the original inhabitants).
Obecnie buruszaski jest językiem dominującym w dystryktach Hunza i Nagir, gdzie posługuje się nim ok. dwie trzecie mieszkańców. Według danych oficjalnego spisu ludności w 1991 r. w Hunza było to 68%, czyli 23 498 osób w ok. 3178 gospodarstwach domowych, a w Nagir 72,3%, czyli 24 612 osób w ok. 2767 gospodarstwach. Liczbowo porównywalna liczba osób posługiwała się buruszaski w dystrykcie Gilgit, bo 22 524 osób, co stanowiło jednak jedynie 20,7% jego mieszkańców. Procentowo najwięcej, bo 76,4%, miał buruszaski użytkowników w dystrykcie (Ghizer) Yasin, czyli 19 438 osoby w ok. 2244 gospodarstwach domowych. Porównanie tych danych z tymi dostępnymi z początku tal 1920. pokazuje, że proporcje w używaniu języków lokalnych (obok buruszaski, także szina, wakhi i dom) w Hunza i Nagir nie zmieniły się, bez mała dwukrotnie wzrosła natomiast liczba ich użytkowników. Badania przeprowadzone w 1995 r. przez Kreutzmana dowiodły, że poza tymi czterema terenami językiem buruszaski nie posługują się żadne inne, statystycznie istotne skupiska użytkowników.
Obok układu, w którym buruszaski jest społecznie powszechnym i naturalnym językiem porozumiewania się, jak np. w kręgu rodzinnym czy sąsiedzkim, narasta inny trend tworzony przez tych, którzy emigrując do innych regionów zarzucają posługiwanie się językiem wyniesionym z domu (por. Warianty języka wyżej). Od początku XX w. Buruszowie i podobne im ludy zamieszkujące tereny wysokogórskie przenoszą się na tereny w dole rzek w poszukiwaniu gleby zdatnej pod uprawę i pastwisk. Wraz ze zmianami gospodarczymi (np. budowa szosy karakorumskiej) wzrosła mobilność społeczeństw zamieszkujący doliny Hunza i Yasim, których członkowie w wyniku tzw. migracji pozagórskiej (extra-montage migration) przenoszą się w inne regiony w poszukiwaniu pracy i wykształcenia. Podczas gdy ten ruch emigracyjny spowalnia, coraz więcej osób przenosi się w poszukiwaniu pracy coraz dalej na południe.
Historycznie terytorium Gilgit-Baltistan było zawsze mozaiką ludów i języków i tę ethno-linguistic diversity uznaje Kreutzmann za typową cechę tego obszaru. Nic zatem dziwnego, że dochodzi tu do takich sytuacji jak ta, opisana przez niemieckiego znawcę regionu, w której pewna bibliotekarka z Gilgit mówi, że w rodzinie posługuje się swoim rdzennym językiem (w jej przypadku szina, ale z równym powodzeniem, mówi Kreutzmann mógłby to być buruszaski), urdu używa w kontaktach oficjalnych, angielskiego do celów zawodowych, a arabskim w kontekście religijnym.

## Historia badań

### Wczesny etap
W połowie XIX w. wraz z systematyczną eksploracją nowych terenów w północnych Indiach (i postępującą za nią kolonizacją) rozszerzała się wiedza na temat ludów zamieszkujących te rejony i ich języków. Doliny na północ od Gilgit zbadano po raz pierwszy na długo przed ich podbojem w 1891 r., ponieważ Alexander Cunnigham, brytyjski podróżnik, z zawodu inżynier wojskowy, a z pasji badacz i znawca Indii, opublikował Ladák, physical, statistical, and historical ; with notices of the surrounding countries już w 1954 r. To dzieło zawiera niewielki słowniczek dialektu mieszkańców doliny Hunza i mimo niedociągnięć i błędów pozostaje nadal ważnym źródłem porównań ze współczesnym buruszaski. Kolejny brytyjski podróżnik zainteresowany ludami i językami w tym rejonie, George W. Hayward, nie zdołał w pełni rozwinąć działalności eksploratorskiej, gdyż już w rok po jej rozpoczęciu, w 1870, został zamordowany w księstwie Yasin, według niektórych przypuszczeń, przez jego władcę mira Aki Khan. Hayward zdołał sporządzić jedynie notatki, które, choć dziś oceniane jako niedokładne i miejscami błędne, zawierają jednak pierwszy zestaw słownictwa dialektu yasin buruszaski. Okazuje się on na tyle cenny, że pozwala zarówno na ustalenie konkretnych różnic między dialektami buruszaski w tamtym okresie, jak i na stwierdzenie, że ówczesny stan języka jest bardzo podobny do obecnego.
Wśród pierwszych prób spisania gramatyki dialektu nagir buruszaski znajduje się tekst płk. Johna Biddulpha, przyrodnika i podróżnika w służbie politycznej brytyjskich Indii, Tribes of the Hindoo Koosh (Kalkuta, 1880), zawierający wiele niedokładności zarówno w zakresie morfologii jak i fonetyki. Za godne uwagi, mimo że jak dzieło poprzednie niedopracowane pod względem zapisu fonetycznego, uznawane są także pisma austriackiego znawcy języków orientalnych Gottlieba W. Leitnera, głównie The Kunza and Nagyr handbook being an introduction to a Knowledge of the language wydana w 1889 r. w Kalkucie. Oba te dzieła są z dzisiejszego punktu widzenia krytycznie oceniane, ponieważ: „W tych źródłach (...) posłużono się zapisem ortograficznym opartym na języku angielskim, który okazuje się często niekonsekwentny i nierzetelny, a struktury gramatyczne bywają źle rozumiane: sądzono, na przykład, że język [burushaski] ma dwa rodzaje gramatyczne, podczas gdy jest ich cztery. Rzadko jedynie te dawne źródła bywają przydatne w językoznawstwie historycznym” (These sources, however, use English-based orthographies which are often inconsequent and unreliable, and the grammatical structures were not always understood: the language was thought to have two genders, for instance, while actually there are four. Only rarely are these old sources useful for historical linguistics). Z drugiej strony, prace Biddulpha i Leitnera pozwoliły uznać buruszaski za samodzielny język należący do nieznanego dotychczas typu. Do dalszych badań nad nim przystąpiono jednak dopiero w latach 1920. W 1927 r. radziecki znawca języków irańskich Ivan I. Zarubin wniósł znaczący, jak na tamten okres badań, wkład w opis dialektów buruszaski, w tym tego z doliny Yasin.
W latach 1935–38 ukazały się trzy tomy monumentalnego dzieła brytyjskiego dyplomaty w Indiach brytyjskich, ppłk Davida L.R. Lorimera, wydane w norweskim wydawnictwie Aschenhoug: The Burushaski Language. I: Introduction and Grammar (Oslo, 1935), II: Texts and Translation (Oslo, 1935); III: Vocabularies and Index (Oslo, 1938), ze wstępem wybitnego norweskiego językoznawcy Georga Morgenstierne'a. Wartość tego dzieła zasadza się na przedstawieniu szerokiego zestawu tekstów i spisaniu na jego podstawie słownika języka buruszaski, starannie przedstawiony jest też jego system morfologiczny; zaś jego słabą stroną jest fonetyka, z czego zresztą Lorimer zdawał sobie sprawę. Podczas gdy Hermann Berger, niemiecki znawca buruszaski, uznaje dzieło Lorimera za takie, które „pozostanie nieodzownym materiałem pomocniczym w badaniach [nad językiem buruszaski]” (ein unentbehrliches Hilfsmittel der Forschung), to inny niemiecki autorytet w tej dziedzinie, Jan Henrik Holst, uznaje je za „nieaktualne” (outdated). Ten ostatni badacz wskazuje przy okazji, że obecnie istotne dla dalszych badań dzieła na temat buruszaski powstały w języku niemieckim (np. Hermann Berger), angielskim (np. Gregory Anderson) i francuskim (np. Etienne Tiffou). Prawdopodobnie pierwszą pracą dialektologiczną, zestawiającą dialekty hunza i nagir, była opublikowana w 1941 r. Studies in Burushaski Dialectology, której autorem był hinduski językoznawca Siddheshwar Varma.

### Badania od lat 1990.
Kolejne dekady nie odnotowały obszerniejszych opracowań na temat języka buruszaski, z wyjątkiem gruntownego opracowania przez niemieckiego indologa H. Bergera gramatyki dialektu yasin, wydanego w 1974 r. W 1984 r. ukazała się praca rosyjskiego językoznawcy, specjalisty w dziedzinie gramatyki porównawczej, Sergieia Starostina, w której postulował stworzenie makrorodziny obejmującej języki chińsko-tybetańskie, jenisejskie i północnokaukaskie, dając podwaliny tzw. hipotezie chino-kaukaskiej, która rozwijana w dalszych dekadach nadała pewien kierunek badaniom nad klasyfikacją języka buruszaski.
Od początku lat 1990. nastąpił prawdziwy rozkwit badań na językiem buruszaski, który zaowocował pracami zarówno deskryptywnymi, jak i teoretycznymi z zakresu klasyfikacji genetycznej. Francuski badacz Étienne Tiffou opublikował słownik dialektu yasin (Dictionnaire complémentaire du Bourouchaski du Yasin, 1989), bogaty zbiór przysłów, zagadek, powiedzonek itp. w hunza buruszaski (Hunza Proverbs, 1993) i kilka dalszych prac dotyczących buruszaski, jak np. Parlons bourouchaski état présent sur la culture et la langue des Bourouchos (1991). Amerykański specjalista od języków mundajskich, używanych na wschodzie Indii, Gregory. D. Anderson pracował też nad fonologią buruszaski (praca wydana w części „Unaffiliated Languages [Language Isolates]” w zbiorze Phonologies of Asia and Africa [Including the Caucasus], 1997). W 1998 r. ukazało się trzytomowe dzieło H. Bergera Die Burushaski-Sprache von Hunza und Nager I: Grammatik, II: Texte mit Übersetzung, III: Wörterbuch Burushaski-Deutsch / Deutsch-Burushaski (w wydawnictwie naukowym Harrassowitz). Obok licznych prac innych autorów (np. Kevin Tuite, Peter Backstrom, Elena Bashir), poświęconych kwestiom ogólniejszym, gros publikacji wymieniających buruszaski dotyczy argumentów w gorących debatach, toczonych przeważnie w Internecie na temat genetycznego pokrewieństwa tego języka z jakąś grupą lub rodziną, czy choćby makrorodziną, języków, albo braku tego pokrewieństwa. Wśród dyskutujących te kwestie, naczelne miejsca zajmują: Jan Henrik Holst, John D. Bengston, George van Driem, Ilija Čašule. Powiększane i systematyzowane są zbiory materiałów językowych w odmianach dialektowych buruszaskiego, niektóre z nich dostępne są online, jak np. Burushaski Language Documentation Project.

## Aktualna sytuacja
Obok kwestii dialektów i zapożyczeń, rozważania nad dzisiejszym stanem języka buruszaski dotyczą jego żywotności, a tu nie zawsze opinie są zgodne. Według Ethnologue, bazy danych języków świata publikowanej przez SIL International, buruszaski nie jest językiem zagrożonym i opatrywany jest etykietą stable 'stabilny', co oznacza: „Język nie jest w tej chwili wspierany przez instytucje oficjalne, ale w społeczności [będącej jego naturalnym otoczeniem] nadal powszechne jest posługiwanie się tym językiem przez wszystkie dzieci” (The language is not being sustained by formal institutions, but it is still the norm in the home and community that all children learn and use the language). Z kolei Endangered Languages Project, katalogujący informacje na temat języków uznawanych za zagrożone, plasuje buruszaski na drugim stopniu pięciostopniowej skali jako threatened 'zagrożony', przez co rozumiana jest zmniejszająca się liczba użytkowników i posługiwanie się nim jedynie w sytuacjach nieformalnych, przy czym dzieci mówią nim nie zawsze.
Stanowisko językoznawców tak podsumowuje Holst: „Opinie co do tego, czy buruszaski jest językiem zagrożonym czy nie, różnią się między sobą. Berger (...) obawia się, że język ten zaniknie. Przeciwnego zdania jest Anderson (...), który tak pisze o Buruszach: «ich język pozostaje żywy i używany przez wszystkie grupy wiekowe». (...) [i dalej] «We wszystkich społecznościach, posługujących się buruszaski, pozostaje on żywotny, a wiele kobiet i dzieci jest nadal jednojęzyczne». Dzieci rzeczywiście uczą się buruszaski, a liczba jego użytkowników wzrasta. Co więcej, użytkownicy buruszaski są do niego pozytywnie nastawieni i z niego dumni. Wobec tych faktów, nie ma obecnie moim zdaniem potrzeby określać tego języka jako zagrożony, do którego to wniosku dochodzi także Backstrom (...). Dyskusja [na ten temat] będzie zapewne kontynuowana.” (There are different opinions on whether Burushaski is an endangered language or not. Berger (1992: 25) is afraid that the language is going to disappear. In contrast, Anderson (2007: 1022) writes about the Burusho: “their language remains vital, spoken by all generations”. Cf. also Anderson (2009: 175): “In all communities where Burushaski is spoken, the language remains vital, with many women and children still monolingual speakers.” In fact, Burushaski is learned by children, and the number of speakers is rising. Moreover, the speakers of Burushaski are equipped with a positive attitude and healthy pride concerning their language. In view of these facts, in my opinion the language need not be considered endangered at present, and this is also the conclusion of Backstrom (1992: 54). The discussion will probably continue.).
Na prowadzonej przez UNESCO liście języków zagrożonych buruszaski ma status vulnerable 'potencjalnie zagrożony / wrażliwy', co oznacza, że większość dzieci mówi tym językiem, ale posługiwanie się nim jest prawdopodobnie ograniczone w swoim zakresie, np. do domu i rodziny (most children speak the language, but it may be restricted to certain domains (e.g. home)).
Jakkolwiek języki pozbawionej swojej własnej, oryginalnej formy pisma, jak buruszaski, mają słabszą pozycję i bywają nieobecne w mediach posługujących się słowem drukowanym (np. publikacje, prasa), to mogą one za pomocą innych środków pozostawać w żywym użyciu. Kreutzmann, opisując dzisiejszą sytuację buruszaski, przyznaje, że w terytorium Gilgit-Baltistan większość mediów pisanych, zarówno drukowanych, jak i elektronicznych, posługuje się albo oficjalnym językiem Pakistanu – urdu, albo angielskim. Z drugiej jednak strony buruszaski razem z szina i Wakhi są pierwszymi językami wernakularnymi, w których od połowy lat 1980. nadawane są 30-minutowe programy radiowe lokalnej rozgłośni w Gilgit, a do nich przygotowywane są pisemne skrypty. Wraz z rozwojem komunikacji cyfrowej buruszaski wkroczył do telewizji, prasy internetowej, internatowych komunikatorów (np. https://www.facebook.com/burushaltv/, https://www.youtube.com/watch?v=H5n1bmuDvk0) i blogów.
Buruszaski jest zasadniczo językiem mówionym. Do początków XX w. Buruszowie, poza nielicznymi członkami najwyższych warstw, pozostawali niepiśmienni. Pierwsi systematyczni badacze języka (D.L.R. Lorimer, G. Morgenstierne, K. Bouda) przyjmowali do jego zapisu własne lub międzynarodowe systemy transkrypcji fonetycznej. Stosowany obecnie międzynarodowy alfabet fonetyczny ujednoznacznia dane prezentowane w dziełach naukowych, acz ich prezentacja i interpretacja pozostają przedmiotem debat. Natomiast do zapisu tekstów (a nie tylko dźwięku mowy) stosowany jest albo alfabet arabski, albo są one transkrybowane na alfabet łaciński. Pisarzem, który walnie przyczynił się do nadania buruszaskiemu formy pisemnej, był pochodzący z Hunzy pisarz, poeta i naukowiec Allamah Nasir al-Din Nasir Hunzai.
Buruszaski wkroczył także do literatury wysokiej, ponieważ – jak ocenia Faquir M. Hunzai – Allamah Nasir al-Din Nasir Hunzai wsławił się, obok swojej wybitnej twórczości w urdu, również wkładem „do podniesienia języka buruszaski z poziomu dialektu do wyżyn języka literackiego”. Jego poezja w buruszaski cieszy się wielką estymą. Rozwój piśmiennictwa w buruszaski, nie tylko religijnego, cieszy się wsparciem np. Institute of Spiritual Wisdom.
Stale uaktualniane repozytorium dźwiękowych, filmowych i pisanych utworów w języku buruszaski tworzone jest na przykład na portalu burushaski-ls.com, prowadzonym przez rodzimych użytkowników tego języka i językoznawców oddanych idei nie tylko podtrzymywania żywotności tego języka, ale i jego rozwoju, a także idei przekazywania wiedzy o kulturze Buruszów młodemu pokoleniu, ponieważ, jak piszą, „zachowywanie języka [buruszaski], gromadzenie tutaj i publikowanie materiałów w tym języku, a także prowadzenie badań naukowych i pisanie o nim – są ważne” (preserving the language, collecting and publishing language materials here, as well as doing scientific research and writing about the language are useful).